# Tigranes (fill de Tigranes II)
Tigranes d'Armènia (grec antic: Τιγράνης, llatí: Tigranes) va ser príncep d'Armènia, fill de Tigranes II.
Tenia en un primer temps el favor patern que el va arribar a associar al poder i li va donar els títols i les insígnies de la reialesa. Amb el temps, per causes incertes, va ser guanyat pels desafectes al seu pare i es va unir a les seves intrigues. Descobert el complot va haver de fugir i es va refugiar a la cort del rei Fraates III de Pàrtia (69 aC-57 aC). Aquest rei va aprofitar el moment, li va donar la seva filla en matrimoni i va envair Armènia en suport del seu gendre. Però l'exèrcit part no va poder ocupar la capital Artàxata i va haver de retornar al seu territori, deixant una part de les tropes amb Tigranes al comandament. No va tardar a ser derrotat per les forces superior del seu pare.
Llavors va fugir i es va refugiar al campament de Gneu Pompeu Magne que en aquell moment, l'any 66 aC, avançava cap a Artàxata i el va acollir. Quan el seu pare Tigranes II es va presentar a Pompeu humilment i se li va sotmetre, Pompeu li va concedir el perdó i en comptes de posar al tron al príncep Tigranes, va deixar al pare en possessió d'una bona part del seu antic regne, i va formar un regne més reduït amb les províncies de Corduena i Sofene per a Tigranes.
El príncep va tenir la imprudència de mostrar obertament el seu descontentament per aquest arranjament i poc després es va absentar dels jocs que donava Pompeu i va desobeir les ordres del general romà en relació als tresors. Pompeu el va fer detenir, i el va portar més tard a Roma on va adornar el seu triomf l'any 61 aC entre altres prínceps captius. La seva sort final és desconeguda. En parlen Apià i Plutarc.